# Letchmore Heath
Letchmore Heath – wieś w Anglii, w hrabstwie Hertfordshire, w dystrykcie Hertsmere. Leży 23 km na południowy zachód od miasta Hertford i 23 km na północny zachód od centrum Londynu. W 2001 miejscowość liczyła 470 mieszkańców.